# Самарате (Варезе)
Самарате (итал. Samarate) је насеље у Италији у округу Варезе, региону Ломбардија.
Према процени из 2011. у насељу је живело 14172 становника. Насеље се налази на надморској висини од 222 м.

## Становништво
Према резултатима пописа становништва 2011. у општини је живело 16.168 становника.
| 1931. | 1936. | 1951. | 1961.  | 1971.  | 1981.  | 1991.  | 2001.  | 2011.  |
| ----- | ----- | ----- | ------ | ------ | ------ | ------ | ------ | ------ |
| 5.671 | 5.746 | 7.052 | 10.041 | 13.369 | 14.535 | 15.107 | 15.350 | 16.168 |

## Партнерски градови
- Yeovil